# ديربي الكرة الكويتية
 ديربي الكرة الكويتية، (كذلك يعرف ب كلاسيكو الكرة الكويتية ويعرف أيضا ب لقاء الغريمين)، هي أشهر مباراة كرة قدم في دولة الكويت، و التي تجمع بين فريقي نادي القادسية و غريمه التقليدي نادي العربي. يتسم هذا اللقاء بنوع من الجدية والحماس بحكم أن كلا الناديين من أنجح وأشهر الأندية في الكويت. ويتفوق نادي القادسية في عدد البطولات الرسمية على النادي العربي حيث حقق الأصفر 49 بطولة رسمية مقابل 45 للأخضر. 

## المواجهات المباشرة
الجدول الآتي يوضح تاريخ المباريات بين الغريمين منذ بدايتها حتى أخر ديربي جمعهما في 29 أبريل 2023 ضمن منافسات الدوري والذي انتهى بالتعادل السلبي 0-0 
|                         | المواجهات | فاز القادسية | تعادل الفريقان | فاز العربي | سجل القادسية | سجل العربي |
| الدوري الكويتي          | 129       | 47           | 41             | 41         | 158          | 159        |
| كأس الأمير              | 28        | 15           | 2              | 11         | 39           | 38         |
| كأس ولي العهد           | 21        | 11           | 1              | 9          | 25           | 20         |
| كأس السوبر الكويتي      | 1         | 0            | 0              | 1          | 1            | 2          |
| مجموع المنافسات الرسمية | 179       | 73           | 44             | 62         | 223          | 219        |
| كأس الاتحاد الكويتي     | 14        | 6            | 2              | 6          | 15           | 16         |
| كأس الخرافي             | 7         | 3            | 1              | 3          | 7            | 11         |
| الدوري المشترك الكويتي  | 7         | 2            | 2              | 3          | 8            | 8          |
| مجموع المنافسات الودية  | 28        | 11           | 5              | 12         | 30           | 35         |
| المجموع الكلي           | 207       | 84           | 49             | 74         | 255          | 254        |

## أرقام من الديربي
أكثر المباريات تهديفا
* سجل فيها 7 أهداف أو أكثر
- العربي 7-1 القادسية في 19 يونيو 1962.
- القادسية 6-1 العربي في 9 ديسمبر 1976.
- العربي 4-3 القادسية في 1972.
- العربي 4-3 القادسية في 1973.
- القادسية 4-3 العربي في 31 أكتوبر 1974.
- القادسية 5-3 العربي في 1972.

أكبر فوز للقادسية(فارق 3 أهداف أو أكثر)
- القادسية 4-1 العربي في 18 نوفمبر 1968 ضمن بطولة الدوري.
- القادسية 6-1 العربي في 9 ديسمبر 1976 ضمن بطولة الدوري.
- القادسية 4-0 العربي في 24 ديسمبر 2009 ضمن بطولة الدوري.
- القادسية 4-1 العربي في 14 مايو 2010 ضمن كأس الأمير.
- القادسية 4-2 العربي في 2012 ضمن بطولة الدوري.
- القادسية 3-0 العربي في 2011 ضمن بطولة الدوري.

 أكبر فوز للعربي  (فارق 3 أهداف أو أكثر)
- العربي 7-1 القادسية في 19 يونيو 1962 ضمن بطولة كأس الأمير.
- العربي 5-0 القادسية في 30 سبتمبر 2004 ضمن بطولة كأس الخرافي.
- العربي 5-0 القادسية في 1985 في مباراة خيرية.
- العربي 4-0 القادسية في 19 مارس 1981 في بطولة الدوري
- العربي 4-1 القادسية في 16 سبتمبر 1987 في بطولة الدوري.
- العربي 3-0 القادسية في 15 ديسمبر 1963 ضمن بطولة الدوري
- العربي 3-0 القادسية في 11 أبريل 2008 ضمن بطولة الدوري
- العربي 3-0 القادسية في 26 أبريل 2017 ضمن بطولة كأس الأمير
- العربي 3-0 القادسية في 8 ديسمبر 2022 ضمن بطولة كأس ولي العهد

## الأكثر تهديفاً

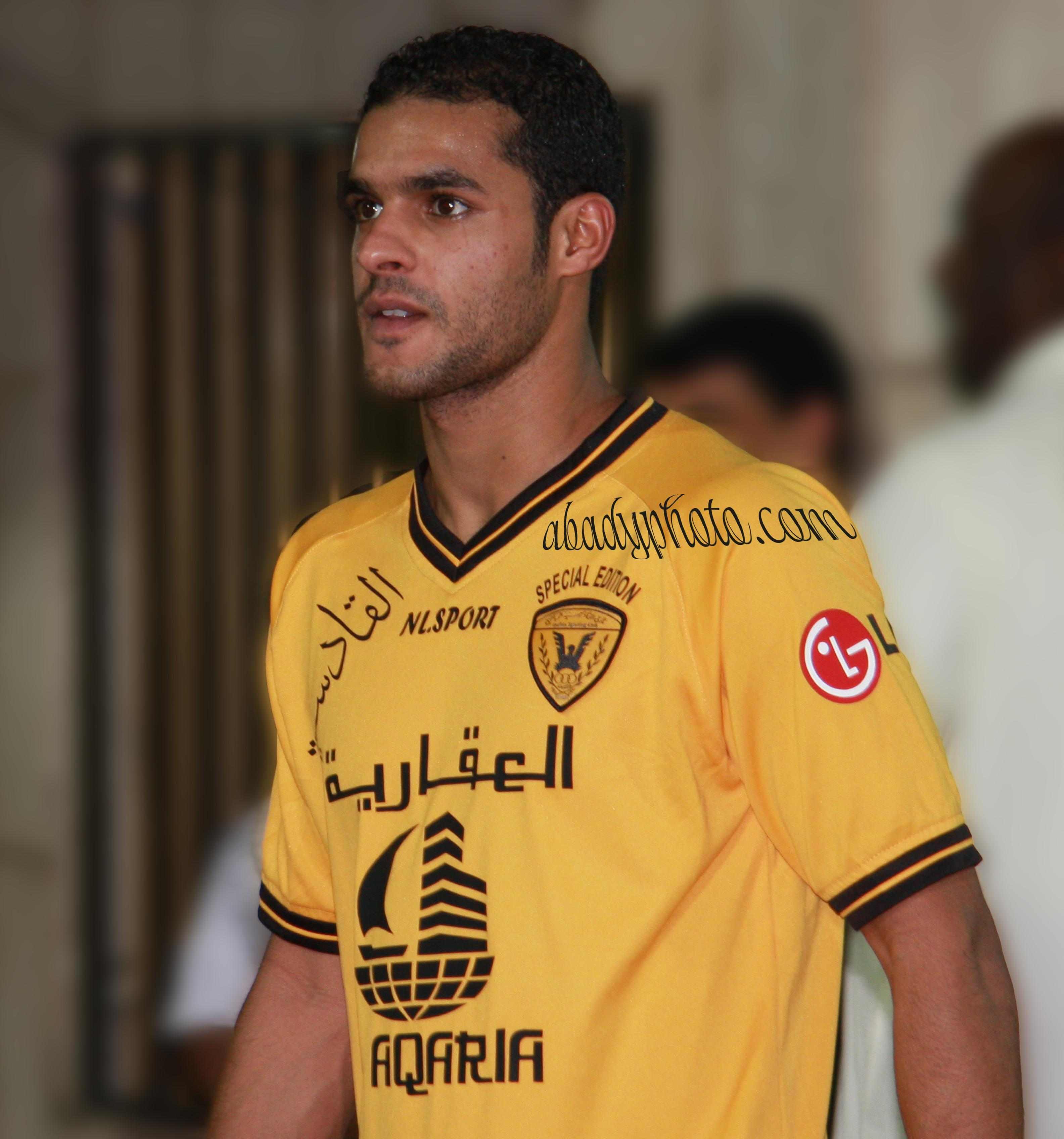
بدر المطوع أكثر اللاعبين تسجيلاً في تاريخ الديربي.

| الكويت |

| الكويت |

| الكويت |

| الكويت |

| الكويت |

| الكويت |

## لاعبون لعبوا للفريقين
- عبد الله العصفور (أول من انتقل من العربي إلى القادسية)
- نواف بخيت (من العربي الى القادسيه) (1996)
- مشاري جاسم (من القادسية إلى العربي) (1997)
- فيصل بورقبة (من القادسية إلى العربي) (1997)
- فراس الخطيب (من العربي إلى القادسية) (2010)
- دوريس سالامو (من القادسية إلى العربي) (2016)
- خالد الرشيدي (من العربي إلى القادسية) (2018)
- عدي الدباغ (من القادسية إلى العربي) (2021)
- سلطان العنزي (من القادسية إلى العربي) (2021)
- سيف الحشان (من القادسية إلى العربي) (2021)
- محمود المرضي (من العربي إلى القادسيه) (2023)
- محمد الصوله (من العربي إلى القادسيه) (2023)